# Міллволл (футбольний клуб)
«Мі́ллволл» (англ. Millwall Football Club) — англійський футбольний клуб. Розташовується в Лондоні, в однойменній місцевості. Заснований 1885 року як «Мілволл Роверз».
Відомий історією своїх фанатів, які вважалися протягом 1960–1980 років синонімом футбольних хуліганів. У відповідь фанати співали Ніхто не любить нас, нам байдуже.

## Досягнення
- Кубок Англії
  - Фіналіст: 2004

- Трофей Футбольної ліги
  - Фіналіст: 1999

- Другий дивізіон
  - Переможець (2): 1987/1988, 2000/2001

- Третій дивізіон
  - Срібний призер (2): 1965/1966, 1984/1985

- Четвертий дивізіон
  - Переможець (1): 1961/1962
  - Срібний призер (1): 1964/1965

## Принципові суперники
Найпринциповішим суперником для вболівальників Міллуолла є «Вест Гем Юнайтед», ігри між ними також відомі як «дербі докерів». Протистояння фанів «Міллволл» та «Вест Гем Юнайтед» стало сюжетом для багатьох фільмів про футбольних фанатів: «Хулігани Зеленої вулиці», «Фабрика футболу», «Фірма». 
Також принциповими завжди вважаються ігри з усіма південнолондонським командами, до яких відносяться: «Крістал Пелас», «Чарльтон Атлетік» та «Вімблдон».